# Westmanland
Westmanland ist eine Town im Aroostook County des Bundesstaates Maine in den Vereinigten Staaten. Die Town wurde 1892 gegründet und ist Teil der sogenannten Schwedischen Kolonie in Maine. Im Jahr 2020 lebten dort 79 Einwohner in 101 Haushalten auf einer Fläche von 94,4 km².

## Geografie
Nach den Angaben des United States Census Bureaus hat Westmanland eine Fläche von 94,4 km², wovon 92,2 km² aus Land und 2,2 km² aus Gewässern bestehen.

### Geografische Lage
Die Town liegt nordwestlich von Caribou (Maine) und wird vom Little Madawaska River in nordöstlicher Richtung durchflossen. Der Madawaska Lake liegt im Norden der Town und der Mud Lake im Süden. Die Wasserflächen gehören nicht zum Gebiet von Westmanland. Die Oberfläche der Town ist eben, ohne nennenswerte Erhebungen.

### Nachbargemeinden
Alle Entfernungen sind als Luftlinien zwischen den offiziellen Koordinaten der Orte aus der Volkszählung 2010 angegeben.
- Nordosten: Stockholm, 14,4 km
- Osten: New Sweden, 14,7 km
- Südosten: Woodland, 14,7 km
- Süden: Perham, 4,9 km

Im Norden und Westen Westmanlands liegen Gebiete, die nicht zur Besiedlung vorgesehen sind und keiner Verwaltung unterstehen. Sie sind allerdings zur späteren Verwendung oder für Großprojekte (z. B. dem Verlegen von Hochspannungstrassen von Elektrizitätswerken) in systematische Parzellen unterteilt.

### Stadtgliederung
In Westmanland gibt es zwei Siedlungsgebiete: Blackstone und Westmanland.

### Klima
Die mittlere Durchschnittstemperatur in Westmanland liegt zwischen −12,8 °C (9° Fahrenheit) im Januar und 18,3 °C (65° Fahrenheit) im Juli. Damit ist der Ort gegenüber dem langjährigen Mittel der USA um etwa 10 Grad kühler. Die Schneefälle zwischen Oktober und Mai liegen mit über fünfeinhalb Metern knapp doppelt so hoch wie die mittlere Schneehöhe in den USA, die tägliche Sonnenscheindauer liegt am unteren Rand des Wertespektrums der USA.

## Geschichte
Das Gebiet gehörte zum Houlton Academy Grand und die ursprüngliche Bezeichnung war Township No. 15, Fourth Range West of the Easterly Line of the State (T15 R4 WELS). 1892 wurde das Gebiet als Westmanland Plantation organisiert, dies wurde im Jahr 1895 bestätigt. Auf dem Gebiet der Town gibt es zwei Villages, dies sind Blackstone und Westmanland. Zur Town wurde Westmanland im Jahr 1977.

### Einwohnerentwicklung
| Volkszählungsergebnisse – Town of Westmanland, Maine | Volkszählungsergebnisse – Town of Westmanland, Maine | Volkszählungsergebnisse – Town of Westmanland, Maine | Volkszählungsergebnisse – Town of Westmanland, Maine | Volkszählungsergebnisse – Town of Westmanland, Maine | Volkszählungsergebnisse – Town of Westmanland, Maine | Volkszählungsergebnisse – Town of Westmanland, Maine | Volkszählungsergebnisse – Town of Westmanland, Maine | Volkszählungsergebnisse – Town of Westmanland, Maine | Volkszählungsergebnisse – Town of Westmanland, Maine | Volkszählungsergebnisse – Town of Westmanland, Maine |
| Jahr                                                 | 1800                                                 | 1810                                                 | 1820                                                 | 1830                                                 | 1840                                                 | 1850                                                 | 1860                                                 | 1870                                                 | 1880                                                 | 1890                                                 |
| ---------------------------------------------------- | ---------------------------------------------------- | ---------------------------------------------------- | ---------------------------------------------------- | ---------------------------------------------------- | ---------------------------------------------------- | ---------------------------------------------------- | ---------------------------------------------------- | ---------------------------------------------------- | ---------------------------------------------------- | ---------------------------------------------------- |
| Einwohner                                            |                                                      |                                                      |                                                      |                                                      |                                                      |                                                      |                                                      |                                                      |                                                      | 52                                                   |
| Jahr                                                 | 1900                                                 | 1910                                                 | 1920                                                 | 1930                                                 | 1940                                                 | 1950                                                 | 1960                                                 | 1970                                                 | 1980                                                 | 1990                                                 |
| Einwohner                                            | 100                                                  | 104                                                  | 101                                                  | 87                                                   | 105                                                  | 77                                                   | 46                                                   | 52                                                   | 53                                                   | 72                                                   |
| Jahr                                                 | 2000                                                 | 2010                                                 | 2020                                                 | 2030                                                 | 2040                                                 | 2050                                                 | 2060                                                 | 2070                                                 | 2080                                                 | 2090                                                 |
| Einwohner                                            | 71                                                   | 62                                                   | 79                                                   |                                                      |                                                      |                                                      |                                                      |                                                      |                                                      |                                                      |

## Wirtschaft und Infrastruktur

### Verkehr
Durch Westmanland führt keine der größeren Fernstraßen Maines. Die Maine State Route 161 verläuft östlich von Westmanland durch die Town New Sweden.

### Öffentliche Einrichtungen
Es gbit in Westmanland keine öffentlichen Einrichtungen. Die Bewohner finden diese im benachbarten Caribou.

### Bildung
Westmanland  gehört mit New Sweden und Woodland zur School Union 122.
Schülerinnen und Schülern des Schulbezirks steht die Woodland Consolidated School, Woodland, (PreK-8) zur Verfügung.